# Sesostranus
Sesostranus is een geslacht van hooiwagens uit de familie Assamiidae.
De wetenschappelijke naam Sesostranus is voor het eerst geldig gepubliceerd door Roewer in 1935. 

## Soorten
Sesostranus omvat de volgende 2 soorten:
- Sesostranus longipes
- Sesostranus niger